# J.E.B. Stuart
James Ewell Brown Stuart (6. februar 1833 – 12. maj 1864) var en amerikansk soldat fra Virginia og general for Sydstaterne i den amerikanske borgerkrig. Hans venner kaldte ham "Jeb".
Stuart var kavalerikommandør, og var kendt for sin dygtighed i rekognoscering og brug af kavaleri i offensive operationer. Selv om han gjorde meget for at opretholde et image som flot kavaler (gråt slag med rød kant, gult skærf, hat på sned og med en påfuglefjer, rød blomst i reversen, og ofte duftende af parfume) gjorde hans seriøse indsats ham til Robert E. Lees øjne og ører og styrkede Sydens moral. Han blev dræbt i maj 1864 under Overland kampagnen i Slaget ved Yellow Tavern.

## Tidlige år
James Ewell Brown Stuart blev født på Laurel Hill Farm, en plantage i Patrick County i Virginia nær grænsen til North Carolina. Hans far, Archibald Stuart, var politiker og advokat og repræsenterede Patrick County i begge kamre i Virginias parlament, og var i en enkelt periode valgt til Repræsentanternes Hus i Washington. Hans far var fætter til Alexander Hugh Holmes Stuart. Elizabeth Stuart, hans mor, var kendt som en meget religiøs kvinde, som havde en stor kærlighed til naturen.

### Uddannelse
Da han var 14 blev James indmeldt i skolen i Wytheville. Han gik på Emory & Henry College fra 1848 til 1850. Han kom på West Point og var blandt de som fik eksamen i 1854. Robert E. Lee var kommandant for militærakademiet på det tidspunkt. Stuart fik eksamen som nr. 13 af 46. Han fik rang af kavalerisergent, den højeste rang som en kadet kunne opnå.

### De Forenede Staters hær
I 1854 blev Stuart tildelt tjeneste ved det beredne riffelregiment i Texas. Han blev snart overført til og forfremmet i det nyoprettede 1. kavaleriregiment. Stuarts lederevner blev hurtigt opdaget. Han var veteran fra indianerkrigene og kampe mellem tilhængere og modstandere af slaveri i Kansas. Stuart blev såret i juli 1857 mens han kæmpede i grænseområderne mod indianere. I 1859 bragte Stuart ordrerne til oberst Robert E. Lee om at tage til Harpers Ferry og knuse John Browns raid på arsenalet der. Under belejringen meldte Stuart sig frivilligt til at være Lees adjudant, og oplæste ultimatummet til Brown inden det endelige angreb.
Han blev forfremmet til kaptajn den 22. april 1861, men tog sin afsked fra hæren den 14. maj 1861 for at slutte sig til Sydstatshæren efter at Virginia var trådt ud af Unionen.

## Sydstaternes hær
J.E.B. Stuart blev udnævnt til oberstløjtnant i Sydstaternes hær den 10. maj 1861. Hans senere forfremmelser fulgte således:
- Oberst, 1st Virginia Cavalry (16. juli 1861)
- Brigadegeneral, CSA (24. september 1861)
- Generalmajor, CSA (25. juli 1862)

Stuarts kommando i Army of Northern Virginia omfattede:
- Kavaleribrigade (22. oktober 1861 – 28. juli 1862)
- Kavaleridivision (28. juli 1862 – 9. september 1863)
- Andet korps (midlertidig erstatning for Stonewall Jackson, 3. maj – 6. maj 1863)
- Kavalerikorps (9. september 1863 – 11. maj 1864).

Efter tidligt at have gjort tjeneste i Shenandoah dalen, ledte Stuart sit regiment i det Første slag ved Bull Run og deltog i forfølgelsen af den flygtende Unionshær. Han styrede hærens forposter indtil han fik kommando over kavaleribrigaden. Han fik ry i offentligheden for at gennemføre vovede rekognosceringer i fjendens bagland. To gange red han rundt om generalmajor George B. McClellans hær, en gang i Peninsula kampagnen og igen efter slaget ved Antietam. Disse bedrifter havde ikke den store militære betydning, men styrkede moralen i Sydstaterne.
Under Northern Virginia kampagnen mistede Stuart sin karakteristiske fjerprydede hat og kappe til forfølgende Unionssoldater, men ved et senere raid lykkedes det ham at overmande Unionshærens øverstkommanderende generalmajor John Popes hovedkvarter og ikke bare tage hele hans uniform, men også ordrer, som gav Lee mange værdifulde efterretninger. I slutningen af 1862 førte Stuart et raid nord for Rappahannock floden, som påførte fjenden et tab på 230 mand, mens han selv mistede 27.
I december 1862 under slaget ved Fredericksburg beskyttede Stuart og hans kavaleri – især det hestetrukne artilleri under major John Pelham – Stonewall Jacksons flanke ved Hamilton's Crossing. Før slaget gav Stuart Jackson en flot uniformsjakke, pyntet med guldkniplinger, som han syntes fik Jackson til mere at ligne en general.
I maj 1863 i slaget ved Chancellorsville blev Stuart udpeget af Lee til at overtage kommandoen over 2. Korps i nogle dage, efter at Jackson var blevet dødeligt såret, og han klarede sig lige så godt med at lede infanteri, som han ellers gjorde med kavaleri. Da Stonewall døde, blev han klædt i sin gamle blå uniformsfrakke, for den Stuart havde givet ham var fuld af blod og revet i stykker ved amputationen.
Tilbage ved kavaleriet indeholdt Gettysburg kampagnen to lavpunkter i hans karriere. Han havde kommandoen over kavaleristerne i Slaget ved Brandy Station, det største slag som fortrinsvis blev udkæmpet af kavaleristyrker i krigen, den 9. juni 1863. Slaget endte uafgjort, om end Sydstaterne holdt slagmarken, men hans styrke var blevet overrasket af Unionsstyrken, og det var en pinlig sag for en kavalerist, og slaget viste, at Nordstaternes tropper blev stadig mere kompetente og pegede i retning af at det ellers uovervindelige sydstatskavaleris var på vej ind i en nedgangstid.
Da Lee og Unionens generalmajor George G. Meade nærmede sig hinanden ved Gettysburg, beordrede Lee Stuart til at dække Sydstaternes hær mens den rykkede frem fra Shenandoah dalen og holde sig i kontakt med de forreste enheder, generalløjtnant Richard S. Ewells Andet Korps, mens det rykkede frem i retning af Harrisburg, Pennsylvania. Stuart prøvede igen at ride bag om Unionshæren og endte med at befinde sig langt øst for Ewell og ude af føling med Unionshæren, og ude af kontakt med Lee. Lees ordrer gav Stuart et bredt spillerum, og begge generaler må dele skylden for Stuarts lange fravær og for at de kavalerienheder, som var forblevet ved hæren ikke spillede en mere aktiv rolle. Stuart og hans tre bedste brigader var væk fra hæren under den afgørende fase, hvor hærene nærmede sig Gettysburg og i de to første dage af slaget. Lees hær var efterladt uden øjne i fjendens område og uden detaljeret kendskab til terrænet, vejnettet og modstanderens styrke og position. Denne mangel på viden var en vigtig grund til, at Slaget ved Gettysburg startede den 1. juli 1863 inden Lee havde samlet hele sin hær som ellers planlagt.
Stuart ankom til Gettysburg sent på den anden dag i slaget, og medbragte en karavane af erobrede forsyningsvogne fra Unionshæren, og fik en sjælden irettesættelse af Lee. Ingen overværede de tos møde, men rapporter cirkulerede i hovedkvarteret om at Lees modtagelse af Stuart havde været ”kort og kølig”. Oberst Edward Porter Alexander skrev, "Selv om Lee blot sagde ‘Tja, general, så er De her endelig’, antydede hans holdning en irettesættelse, og det blev forstået af Stuart.") På slagets sidste dag blev Stuart beordret til at trænegebag om fjenden og afbryde hans forsyningslinier samtidig med at Picketts angreb blev sat ind mod Cemetery Ridge. Stuarts angreb blev slået tilbage af Unionskavaleri under brigadegeneralerne David McM. Gregg og George Armstrong Custer.
Selv om Stuart ikke fik en reprimande eller nogen anden offentlig straf for sin rolle i Gettysburg kampagnen, er det værd at bemærke, at hans udnævnelse til korpskommandør i september 1863 ikke blev fuldt op af en forfremmelse til generalløjtnant. Historikeren Edward Bonekemper bemærker, at da alle andre korpskommandører i Army of Northern Virginia havde denne rang måtte Lees beslutning om at fastholde Stuart som generalmajor, mens hans underordnede Wade Hampton og Fitzhugh Lee blev forfremmet til generalmajorer ses som en indirekte irettesættelse.
Under Overland kampagnen (generalløjtnant Ulysses S. Grants fremrykning mod Richmond i foråret 1864), opfangede Stuart generalmajor Philip Sheridans kavaleri i Slaget ved Yellow Tavern i udkanten af Richmond den 11. maj. En afsiddet Unionskavalerist skød Stuart på 10 meters afstand med en pistol. Stuart døde dagen efter på et Sydstatshospital. Stuart bad om at alle sang "Rock of Ages" ved hans dødsleje, en af hans yndlingssalmer. De sidste ord han talte var i en hvisken: "Jeg er fratrådt, Guds vilje ske." Han var 31 år gammel. J.E.B. Stuart blev begravet på Richmonds Hollywood Cemetery. Han blev overlevet af sine kone, Flora Cooke Stuart, og sine børn, J.E.B. Stuart, Jr. og Virginia Pelham Stuart. Efter hans død bar Flora sorte sørgeklæder i de resterende 49 år af sit liv.

## Arv, monumenter
Ligesom sin nære ven, Stonewall Jackson, var General J.E.B. Stuart en legendarisk figur og betragtes som en af de største kavalerikommandører i Amerika. Stuart var svigersøn af Brigadegeneral Philip St. George Cooke i Unionshæren. Da han hørte at hans svigerfar ville gøre tjeneste i Unionshæren skrev Stuart: "Han vil kun angre det en gang, men det vil være permanent." På den anden side var Stuarts svoger brigadegeneral John Rogers Cooke i Sydstatshæren.
En statue af General J.E.B. Stuart af billedhuggeren Frederick Moynihan blev afsløret på Richmonds kendte Monument Avenue ved Stuart Circle i 1907. Ligesom General Stonewall Jackson, vender hans rytterstatue mod nord, hvilket antyder at han døde i krigen. I 1884 blev byen Taylorsville i Virginia omdøbt til Stuart. Den amerikanske hær opkaldte to typer tanks i 2. verdenskrig, M3 og M5, for Stuart Tanks til ære for sin gamle fjende.
Stuarts fødested, Laurel Hill i Patrick County, Virginia, blev købt af J.E.B. Stuart Birthplace Preservation Trust, Inc., i 1992 for at bevare og fortolke det.

## Yderligere læsning
- Aubrecht, Michael A., Christian Cavalier: The Spiritual Legacy of J.E.B. Stuart, PublishAmerica, 2005, ISBN 1-4137-7825-9.
- Longacre, Edward G., The Cavalry at Gettysburg, University of Nebraska Press, 1986, ISBN 0-8032-7941-8.
- Longacre, Edward G., Lee's Cavalrymen: A History of the Mounted Forces of the Army of Northern Virginia, Stackpole Books, 2002, ISBN 0-8117-0898-5.
- Wittenberg, Eric J., and Petruzzi, J. David, Plenty of Blame to Go Around: Jeb Stuart's Controversial Ride to Gettysburg, Savas Beatie, 2006, ISBN 1-932714-20-0.

## Eksterne links
- Jeb Stuart Tribute Band
- Stuart's Birthplace Arkiveret 23. september 2009 hos  Wayback Machine